# DHC in het seizoen 1960/61
Het seizoen 1960/1961 was het zesde jaar in het bestaan van de Delftse betaaldvoetbalclub DHC. De club kwam uit in de Eerste divisie B en eindigde daarin op de tweede plaats. In de wedstrijden voor promotie werd na een replaywedstrijd verloren van De Volewijckers. Tevens deed de club mee aan het toernooi om de KNVB beker, hierin werd het team in de groepsfase uitgeschakeld.

## Wedstrijdstatistieken

### Eerste divisie B
|       | Be Quick | Blauw-Wit | EBOH  | Eindhoven | Excelsior | Go Ahead | 't Gooi | Heerenveen | Helmond | Heracles | RCH   | SHS   | Sittardia | SVV   | VSV   | Wageningen | ZFC   |
| ----- | -------- | --------- | ----- | --------- | --------- | -------- | ------- | ---------- | ------- | -------- | ----- | ----- | --------- | ----- | ----- | ---------- | ----- |
| Thuis | 0 – 0    | 0 – 0     | 1 – 0 | 4 – 0     | 2 – 1     | 4 – 1    | 3 – 0   | 2 – 1      | 1 – 2   | 2 – 0    | 2 – 0 | 3 – 1 | 0 – 0     | 3 – 0 | 4 – 1 | 5 – 0      | 0 – 0 |
| Uit   | 1 – 2    | 2 – 2     | 0 – 2 | 2 – 2     | 0 – 1     | 2 – 1    | 1 – 1   | 4 – 2      | 0 – 1   | 3 – 1    | 1 – 1 | 3 – 3 | 0 – 2     | 0 – 5 | 0 – 4 | 0 – 1      | 0 – 3 |

### Promotiewedstrijden
| Promotiewedstrijd                        | De Volewijckers          | 2 – 2 (1 – 0, 2 – 2) Na verlenging | DHC                                    |
| 18 juni 1961 Plaats: Den Haag Houtrust   | Wout Schaft 4', 79'      |                                    | 52' Jan van Miert 69' Cor van Galen    |
| Promotiewedstrijd (replay)               | DHC                      | 1 – 3 (1 – 1)                      | De Volewijckers                        |
| 25 juni 1961 Plaats: Utrecht Galgenwaard | Jan van Miert 19' (pen.) |                                    | 13', 82' Piet Boogaard 68' Wout Schaft |

### KNVB beker
| Groepsfase                                          | ADO                                                                      | 1 – 0 (0 – 0) | DHC                                       |
| 14 augustus 1960 Plaats: Den Haag Zuiderparkstadion | Wim Waasdorp 67'                                                         |               |                                           |
| Groepsfase                                          | DHC                                                                      | 6 – 2 (3 – 2) | EDO                                       |
| 17 augustus 1960 Plaats: Delft Brasserskade         | Piet Zeegers –', –', –' Joop Fluit –' (pen.) Frans Stallen Cor van Galen |               | –' (pen.) Henk Leonardt Hans Spiers       |
| Groepsfase                                          | DHC                                                                      | 1 – 4 (0 – 3) | Haarlem                                   |
| 30 oktober 1960 Plaats: Delft Brasserskade          | Cor van Galen 79'                                                        |               | 21', –', –' Jaap Dorenbos 81' Nico Jonker |
| Groepsfase                                          | RCH                                                                      | 2 – 4 (1 – 2) | DHC                                       |
| 12 februari 1961 Plaats: Heemstede Sportparklaan    | Piet van der Lippe Jansen –' (e.d.)                                      |               | –', –' Piet Zeegers –', –' Frans Stallen  |

## Statistieken DHC 1960/1961

### Eindstand DHC in de Nederlandse Eerste divisie B 1960 / 1961
| Stand | Gespeeld | Gewonnen | Gelijk | Verloren | Punten | Doelpunten voor | Doelpunten tegen |
| ----- | -------- | -------- | ------ | -------- | ------ | --------------- | ---------------- |
| 2e    | 34       | 21       | 9      | 4        | 51     | 70              | 26               |

### Topscorers
| #                    | Naam                 | Goal |
| -------------------- | -------------------- | ---- |
| 1.                   | Cor van Galen        | 21   |
| 2.                   | Wim van der Gijp     | 13   |
| 3.                   | Piet Zeegers         | 11   |
| 4.                   | Frans Stallen        | 6    |
| 5.                   | Jan van Miert        | 5    |
| 6.                   | Leen Hubert          | 4    |
| 7.                   | Daan den Bleijker    | 2    |
| 8.                   | Henny van den Bogert | 1    |
| 8.                   | Joop Fluit           | 1    |
| 8.                   | Karel Jansen         | 1    |
| 8.                   | Wim Tetteroo         | 1    |
| Onbekende doelpunten |                      |      |
| –                    | Onbekend             | 4    |
| Totaal               | Totaal               | 70   |

| #      | Naam          | Goal |
| ------ | ------------- | ---- |
| 1.     | Jan van Miert | 2    |
| 2.     | Cor van Galen | 1    |
| Totaal | Totaal        | 3    |

| #      | Naam          | Goal |
| ------ | ------------- | ---- |
| 1.     | Piet Zeegers  | 5    |
| 2.     | Frans Stallen | 3    |
| 3.     | Cor van Galen | 2    |
| 4.     | Joop Fluit    | 1    |
| Totaal | Totaal        | 11   |